# Gilles Müller
Gilles Müller (Schifflange, 9 de maig de 1983) és un jugador professional de tennis luxemburguès. Està casat amb Alessia Fauzzi Müller i té dos fills anomenats Lenny i Nils.

## Carrera esportiva
Va esdevenir professional l'any 2001, temporada en la qual va competir en categoria júnior en tots els Grand Slams amb resultats excel·lents. Essent semifinalista a l'Open d'Austràlia, finalista a Wimbledon i campió al US Open, va acabar l'any com a número 1 en categoria júnior amb 72 victòries i 26 derrotes.
Malauradament, aquest rendiment no es va traslladar en categoria sènior al circuit ATP, ja que només ha aconseguit disputar tres finals individuals sense cap títol. Malgrat haver arribat a la posició 34 del rànquing individual, en diverses ocasions ha hagut de participar en el circuit ITF perquè no tenia punts suficients per disputar torneigs ATP. En el circuit ITF però, ha aconseguit un total de 15 títols individuals i 4 en dobles.
Müller ha competit en més de 30 eliminatòries de la Copa Davis defensant l'equip de Luxemburg, i amb més de 50 victòries és el tennista luxemburguès més reeixit.

## Palmarès: 2

### Individual: 8 (2−6)
| Llegenda (pre/post 2009)                                 |
| -------------------------------------------------------- |
| Grand Slams (0−0)                                        |
| Tennis Masters Cup / ATP Finals (0−0)                    |
| ATP Masters Series / ATP World Tour Masters 1000 (0−0)   |
| ATP International Series Gold / ATP World Tour 500 (0−0) |
| ATP International Series / ATP World Tour 250 (2−6)      |

| Títols per superfície |
| --------------------- |
| Dura (1−3)            |
| Gespa (1−2)           |
| Terra batuda (0−1)    |

| Resultat  | Núm. | Data                 | Torneig                         | Superfície   | Oponent en la final | Marcador                |
| --------- | ---- | -------------------- | ------------------------------- | ------------ | ------------------- | ----------------------- |
| Finalista | 1.   | 16 d'agost de 2004   | Washington DC, Estats Units     | Dura         | Lleyton Hewitt      | 3−6, 4−6                |
| Finalista | 2.   | 25 de juliol de 2005 | Los Angeles, Estats Units       | Dura         | Andre Agassi        | 4−6, 5−7                |
| Finalista | 3.   | 22 de juliol de 2012 | Atlanta, Estats Units           | Dura         | Andy Roddick        | 6−1, 6−7(2), 2−6        |
| Finalista | 4.   | 13 de juny de 2016   | 's-Hertogenbosch, Països Baixos | Gespa        | Nicolas Mahut       | 4−6, 4−6                |
| Finalista | 5.   | 17 de juliol de 2016 | Newport, Estats Units           | Gespa        | Ivo Karlović        | 7−6(2), 6−7(5), 6−7(12) |
| Guanyador | 1.   | 14 de gener de 2017  | Sydney, Austràlia               | Dura         | Daniel Evans        | 7−6(5), 6−2             |
| Finalista | 6.   | 7 de maig de 2017    | Estoril, Portugal               | Terra batuda | Pablo Carreño Busta | 2−6, 6−7(5)             |
| Guanyador | 2.   | 18 de juny de 2017   | 's-Hertogenbosch                | Gespa        | Ivo Karlović        | 7−6(5), 7−6(4)          |

### Dobles: 2 (0−2)
| Llegenda (pre/post 2009)                                 |
| -------------------------------------------------------- |
| Grand Slams (0−0)                                        |
| Tennis Masters Cup / ATP Finals (0−0)                    |
| ATP Masters Series / ATP World Tour Masters 1000 (0−0)   |
| ATP International Series Gold / ATP World Tour 500 (0−0) |
| ATP International Series / ATP World Tour 250 (0−2)      |

| Títols per superfície |
| --------------------- |
| Dura (0−2)            |
| Gespa (0−0)           |
| Terra batuda (0−0)    |

| Resultat  | Núm. | Data               | Torneig               | Superfície | Parella       | Oponents en la final               | Marcador            |
| --------- | ---- | ------------------ | --------------------- | ---------- | ------------- | ---------------------------------- | ------------------- |
| Finalista | 1.   | 2 d'agost de 2015  | Atlanta, Estats Units | Dura       | Colin Fleming | Bob Bryan Mike Bryan               | 6−4, 6−7(2), [4−10] |
| Finalista | 2.   | 8 de gener de 2017 | Brisbane, Austràlia   | Dura       | Sam Querrey   | Thanasi Kokkinakis Jordan Thompson | 6−7(7), 4−6         |

## Trajectòria

### Individual
| Torneig | 2004 | 2005        | 2006        | 2007        | 2008 | 2009        | 2010        | 2011        | 2012  | 2013        | 2014        | 2015        | 2016  | 2017  | 2018 | Títols    | V – D     |
| --- | ---- | ----------- | ----------- | ----------- | ---- | ----------- | ----------- | ----------- | ----- | ----------- | ----------- | ----------- | ----- | ----- | ---- | --------- | --------- |
| Open d'Austràlia | 1R   | 1R          | 2R          | 2R          | Q    | 3R          | A           | 2R          | 1R    | 1R          | A           | 4R          | 2R    | 2R    | 3R   | 0 / 12    | 12 – 12   |
| Roland Garros | A    | 1R          | 1R          | Q           | A    | 1R          | A           | Q           | 2R    | 1R          | A           | 2R          | 1R    | 1R    | 1R   | 0 / 9     | 2 – 9     |
| Wimbledon | A    | 3R          | 1R          | 2R          | Q    | 1R          | Q           | 3R          | 1R    | A           | 2R          | 1R          | 2R    | QF    | 2R   | 0 / 11    | 12 – 11   |
| US Open | A    | 2R          | 1R          | Q           | QF   | A           | A           | 4R          | 2R    | A           | 1R          | 2R          | 1R    | 2R    | 1R   | 0 / 10    | 11 – 10   |
| Jocs Olímpics | A    | No celebrat | No celebrat | No celebrat | A    | No celebrat | No celebrat | No celebrat | 2R    | No celebrat | No celebrat | No celebrat | 3R    | NC    | NC   | 0 / 2     | 3 – 2     |
| Victòries − Derrotes | 13−9 | 21−23       | 13−20       | 3−6         | 7−6  | 5−9         | 2−2         | 17−12       | 22−21 | 4−8         | 6−6         | 33−24       | 35−24 | 32−18 |      | 226 – 197 | 226 – 197 |
| Rànquing a final d'any | 69   | 76          | 105         | 117         | 95   | 248         | 134         | 54          | 67    | 368         | 47          | 38          | 34    | 25    |      |           |           |
| Llegenda: G: Guanyador; F: Finalista; SF: Semifinalista; QF: Quarts de final; Q: Qualificació; A: Absent; RR: Round Robin |      |             |             |             |      |             |             |             |       |             |             |             |       |       |      |           |           |